# Ургиваям
Ургиваям (у верхів'ї Окіньчаваям, Урга) — річка на півострові Камчатка в Росії.
Довжина річки — 88 км. Площа водозбірного басейну — 632 км². Протікає територією Тигільського району Камчатського краю. Бере витік у безіменній сопці висотою 421 м. Впадає в затоку Шеліхова Охотського моря.
Назва походить від евенського ургэ — «важка» та коряцького ваям — «річка».

## Притоки
Об'єкти перераховані за порядком від гирла до витоку.
- 19 км: річка Йичіваям
- 11 км: річка Кімчекваям

## Дані водного реєстру
За даними державного водного реєстру Росії відноситься до Анадир-Колимського басейнового округу.
За даними геоінформаційної системи водогосподарського районування території РФ, підготовленої Федеральним агентством водних ресурсів:
- Код водного об'єкта в державному водному реєстрі — 19080000112120000036853
- Код за гідрологічною вивченістю (ГВ) — 120003685
- Номер тому з ГВ — 20
- Випуск за ГВ — 0